# دین یوروبا
دین یوروبا (انگلیسی: Yoruba religion) شامل مفاهیم و عملکرد سنتی مذهبی و معنوی مردم یوروبا است. زادگاه آن در جنوب غربی امروزی نیجریه است که اکثریت  اویو، اوگون، اوسون، اوندو، اکیتی، کوارا و لاگوس، و همچنین بخش‌هایی از ایالت کوگی و ایالت مجاور بخش‌هایی از بنین و توگو را شامل می‌شود که معمولاً با نام یوروبالند شناخته می‌شوند.